# Kelsey Mitchell (Basketballspielerin)
Kelsey Mitchell (* 12. November 1995 in Cincinnati, Ohio) ist eine US-amerikanische Basketballspielerin der nordamerikanischen Profiliga Women’s National Basketball Association (WNBA). 

## Karriere
Vor ihrer professionellen Karriere in der WNBA spielte Mitchell von 2014 bis 2018 College-Basketball für die  Ohio State University in der Liga der National Collegiate Athletic Association (NCAA).
Beim WNBA Draft 2018 wurde sie an 2. Stelle von den Indiana Fever ausgewählt, für die sie seither in der nordamerikanischen Basketballprofiliga der Damen spielt. 
Im Laufe ihrer bisherigen WNBA-Karriere erzielte Mitchell unter anderem die folgenden Erfolge und Auszeichnungen:
- 3× WNBA All-Star (2023, 2024, 2025)
- WNBA All-Rookie Team (2018)